# CONTOUR
A CONTOUR a Discovery-program hatodik űrszondája, az egyetlen, melynek küldetése sikertelenül végződött. 2002. július 1-jén indult a floridai Cape Canaveralból. A 2P/Encke és a 73P/Schwassmann-Wachmann 3 üstökösöket közelítette volna meg. 2002. augusztus 15-én megszakadt a kapcsolat a szondával. Az indító rakéta hibája miatt valószínűleg szétesett.

## Műszerek
- CONTOUR Remote Imager/Spectrograph
- CONTOUR Forward Imager
- Neutral Gas and Ion Mass Spectrometer
- Comet Impact Dust Analyzer

### Magyar oldalak
- A CONTOUR kudarca
- CONTOUR[halott link]